# Rationell egoism
Rationell egoism är en term som används inom bland annat filosofi och samhällsvetenskaper för att beteckna handlande som främjar individens egenintresse.
Rationell egoism skiljer sig från psykologisk egoism genom att det inte är ett påstående om hur folk vanligtvis agerar, från etisk egoism genom att det inte är ett moraliskt imperativ att handla egoistiskt, och från instrumentell egoism genom att det handlar om att tillfredsställa rationella behov, inte personliga preferenser.
Den engelske filosofen Henry Sidgwick diskuterar rationell egoism i The Methods of Ethics, som ett alternativ till utilitarism och dogmatisk intuitionism, och finner att den står i motsättning till utilitarismen, trots att båda verkar intuitivt rimliga.
Derek Parfit kritiserar i sin Reasons and Persons termen på grundval av att den person man är idag inte är samma som ens framtida jag, och att man därför inte kan motivera långsiktigt planerande med hjälp av rationell egoism.
Ayn Rand använder i sin filosofi termen rationellt egenintresse (eng: "rational self-interest") för att beteckna en kombination av rationell egoism och etisk egoism.
Inom ekonomin används rationell egoism för att beteckna antagandet att enskilda personer agerar för att maximera sitt egenintresse på en marknad.